# Heidi Reichinnek
Heidi Reichinnek (Merseburg, 19 de abril de 1988), conocida también como La Reina Roja, es una política alemana, miembro del partido de izquierda Die Linke. Desde 2024, ha estado sirviendo como líder del partido en el Bundestag, junto a Sören Pellmann.

## Biografía
Se interesó por la política cuando era adolescente, oponiéndose a las reformas de Hartz IV y apoyando la igualdad de las mujeres y el bienestar social. En la universidad, pasó un semestre en el extranjero en El Cairo en medio de la Primavera Árabe y fue testigo de la revolución egipcia, que promoció su interés por la política. Reichinnek se unió a La Izquierda en 2015 y fue elegida para el consejo de la ciudad de Osnabrück al año siguiente. Se postuló en las elecciones estatales de Baja Sajonia de 2017, y se colocó séptima en la lista del partido, pero no fue elegida. En 2019 se convirtió en presidenta de la rama de La Izquierda de Baja Sajonia.
Reichinnek disputó la circunscripción de la ciudad de Osnabrück en las elecciones federales de 2021. Quedó en quinto lugar, pero fue elegida para el Bundestag en la lista estatal. Dentro del partido, se la consideraba partidaria de Sahra Wagenknecht, y en 2019 firmó una carta abierta agradeciendo a Wagenknecht por su trabajo político. En el congreso federal de La Izquierda en junio de 2022, Reichinnek se postuló sin éxito para el coliderazgo del partido, ganando 199 votos (35,8%) a los 319 (57,5%) de la titular Janine Wissler.
En febrero de 2024, Reichinnek fue elegida colíder del grupo reorganizado del Bundestag de La Izquierda junto a Sören Pellmann, derrotando a Clara Bünger por 14 votos a 13.